# Portugal beim Junior Eurovision Song Contest
Teilnehmende Rundfunkanstalt

Erste Teilnahme
2006
Anzahl der Teilnahmen
9 (Stand 2024)
Höchste Platzierung
2 (2024)
Höchste Punktzahl
213 (2024)
Niedrigste Punktzahl
15 (2007)
Punkteschnitt (seit erstem Beitrag)
35,20 (Stand 2020)
Punkteschnitt pro abstimmendem Land im 12-Punkte-System
0,45 (Stand 2007)
Dieser Artikel befasst sich mit der Geschichte Portugals als Teilnehmer am Junior Eurovision Song Contest.

## Vorentscheide
2006 und 2007 wurde der Teilnehmer durch das Festival da Canção Junior gewählt.

## Teilnahme am Wettbewerb
Das Land nahm 2006 zum ersten Mal teil und kehrte nach einer zweiten Teilnahme 2007 nicht mehr zurück, vor allem weil man bei den beiden Teilnahmen jeweils Vorletzter geworden war. Trotzdem waren laut RTP die Einschaltquoten hoch.
Am 28. Juli gab RTP bekannt, dass man zum JESC 2014 zurückkehrt. Am 4. September 2014 sagte man allerdings wieder ab.
Seit 2017 nimmt Portugal wieder am JESC teil. Am 9. August 2017 wurde die offizielle Teilnehmerliste für den JESC 2017 veröffentlicht, auf der auch Portugal als teilnehmendes Land stand, das Interesse wurde durch Salvador Sobrals Sieg beim Eurovision Song Contest im selben Jahr wieder hervorgerufen. Diesmal wurde das Land Drittletzter. 2018 erreichte Portugal erneut den drittletzten Platz, wobei alle 42 Punkte von den Zuschauern kamen; von den Jurys bekam Portugal nichts. Im Jahr darauf gab es von den Jurys ebenfalls keinen Punkt für Portugal, die Zuschauer aber gaben 43 Punkte. Dies reichte für Platz 16 von 19, womit sich die Teilnehmerin Joana Almeida anders als ihre Vorgänger nicht unter den letzten drei platzierte.
Für 2020 sagte man Anfang September zu, sofern der Wettbewerb stattfinden würde, auf der kurz darauf veröffentlichten Teilnehmerliste fehlte jedoch Portugal. Nachträglich gab RTP bekannt, aufgrund der Covid19-Pandemie und deren Folgen doch nicht teilnehmen zu wollen. 2021 kehrte man schließlich wieder zurück und belegte mit Platz 11 von 19 das bislang beste Ergebnis für Portugal beim JESC. Bei den Zuschauerstimmen konnte man sogar Dritter werden. 2022 gelang dem Land mit Platz 8 ein noch besseres Ergebnis.
Mit zwei vorletzten und mit – bis auf Ausnahme von 2021 und 2022 – nur Platzierungen unter den letzten drei zählt Portugal zu den eher wenig erfolgreichen Länder beim JESC. Hingegen zog sich das Land auch rund 8 Jahre vom Wettbewerb zurück.

## Liste der Beiträge
| Jahr      | Interpret                | Titel (Musik / Text)                                                   | Sprache                  | Übersetzung                    | Platz Teilnehmer (gesamt) | Punkte                   |
| --------- | ------------------------ | ---------------------------------------------------------------------- | ------------------------ | ------------------------------ | ------------------------- | ------------------------ |
| 2006      | Pedro Madeira            | Deixa-me sentir (Pedro Madeira)                                        | Portugiesisch            | Lass es mich fühlen            | 14 / 15                   | 22                       |
| 2007      | Jorge Leiria             | Só quero é cantar (Jorge Leiria)                                       | Portugiesisch            | Ich will nur singen            | 16 / 17                   | 15                       |
| 2008-2016 | Auf Teilnahme verzichtet | Auf Teilnahme verzichtet                                               | Auf Teilnahme verzichtet | Auf Teilnahme verzichtet       | Auf Teilnahme verzichtet  | Auf Teilnahme verzichtet |
| 2017      | Mariana Venâncio         | Youtuber (João Cabrita, Mariana Andrade)                               | Portugiesisch            | Youtube-Nutzer                 | 14 / 16                   | 54                       |
| 2018      | Rita Laranjeira          | Gosto de tudo (Já não gosto de nada) (João Só)                         | Portugiesisch            | Ich mag alles (und nicht mehr) | 18 / 20                   | 42                       |
| 2019      | Joana Almeida            | Vem comigo (João Pedro Coimbra)                                        | Portugiesisch, Englisch  | Komm mit mir                   | 16 / 19                   | 43                       |
| 2020      | Auf Teilnahme verzichtet | Auf Teilnahme verzichtet                                               | Auf Teilnahme verzichtet | Auf Teilnahme verzichtet       | Auf Teilnahme verzichtet  | Auf Teilnahme verzichtet |
| 2021      | Simão Oliveira           | O Rapaz (Fernando Daniel, Diogo Clemente)                              | Portugiesisch            | Der Junge                      | 11 / 19                   | 101                      |
| 2022      | Nicolas Alves            | Anos 70 (Agir, Carolina Deslandes)                                     | Portugiesisch            | 70er Jahre                     | 8 / 16                    | 121                      |
| 2023      | Júlia Machado            | Where I Belong (Fernando Daniel, João Direitinho, Aurora Pinto, Twins) | Portugiesisch, Englisch  | Wo ich hingehöre               | 13 / 16                   | 75                       |
| 2024      | Victoria Nicole          | Esperança (Bárbara Tinoco, Nininho Vaz Maia, Victoria Nicole)          | Portugiesisch, Spanisch  | Hoffnung                       | 2 / 17                    | 213                      |